# Special Olympics Papua-Neuguinea
Special Olympics Papua-Neuguinea (englisch Special Olympics Papua New Guinea) ist ein Verband von Special Olympics International, der Kindern und Erwachsenen mit geistiger Beeinträchtigung und Mehrfachbeeinträchtigung das ganze Jahr hindurch die Ausübung olympischer Sportarten anbietet. Ziel des Verbands ist, seinen Athleten durch den Sport zu ermöglichen, dass sie körperlich fit bleiben, sich an ihren Erfolgen freuen können, ihre Fähigkeiten unter Beweis stellen sowie neue Freundschaften und Beziehungen knüpfen können. Außerdem betreut der Verband seine Athletinnen und Athleten bei den Special Olympics Wettbewerben.

## Geschichte
Der Sportverband Special Olympics Papua-Neuguinea wurde 2012 gegründet.

## Aktivitäten
2015 waren 1325 Athletinnen, Athleten und Unified Partner sowie 64 Trainer bei Special Olympics Papua-Neuguinea registriert.
Der Verband bietet die Sportarten Boccia, Fußball, Leichtathletik und Volleyball an.
2015 nahm er an den Programmen Young Athletes, Athletes Leadership Program und Family Support Network teil, die von Special Olympics International ins Leben gerufen worden waren.

### Teilnahme an Weltspielen vor 2020
- 2013 Special Olympics World Winter Games, PyeongChang, Südkorea (1 Athlet auf Einladung und mit finanzieller Unterstützung von Special Olympics Korea[2])
- 2015 Special Olympics World Summer Games, Los Angeles, USA (7 Athletinnen und Athleten)[1]
- 2019 Special Olympics, World Summer Games, Abu Dhabi (15 Athletinnen und Athleten)[3]

### Teilnahme an den Special Olympics World Summer Games 2023 in Berlin
Der Verband Special Olympics Papua-Neuguinea nahm an den Special Olympics World Summer Games 2023 in Berlin teil. Die Delegation bestand aus 10 Personen und wurde vor den Spielen im Rahmen des Host Town Program vom Landkreis München mit den Gemeinden Planegg und Gräfelfing betreut. Das Team gewann bei diesen Weltspielen zwei Silber- und zwei Bronzemedaillen.